# Borsbeek
Borsbeek es una localidad y municipio de la provincia de Amberes en Bélgica. Sus municipios vecinos son Amberes, Boechout, Mortsel y Wommelgem. Tiene una superficie de 3,9 km² y una población en 2020 de 10.943 habitantes, siendo los habitantes en edad laboral el 63% de la población.

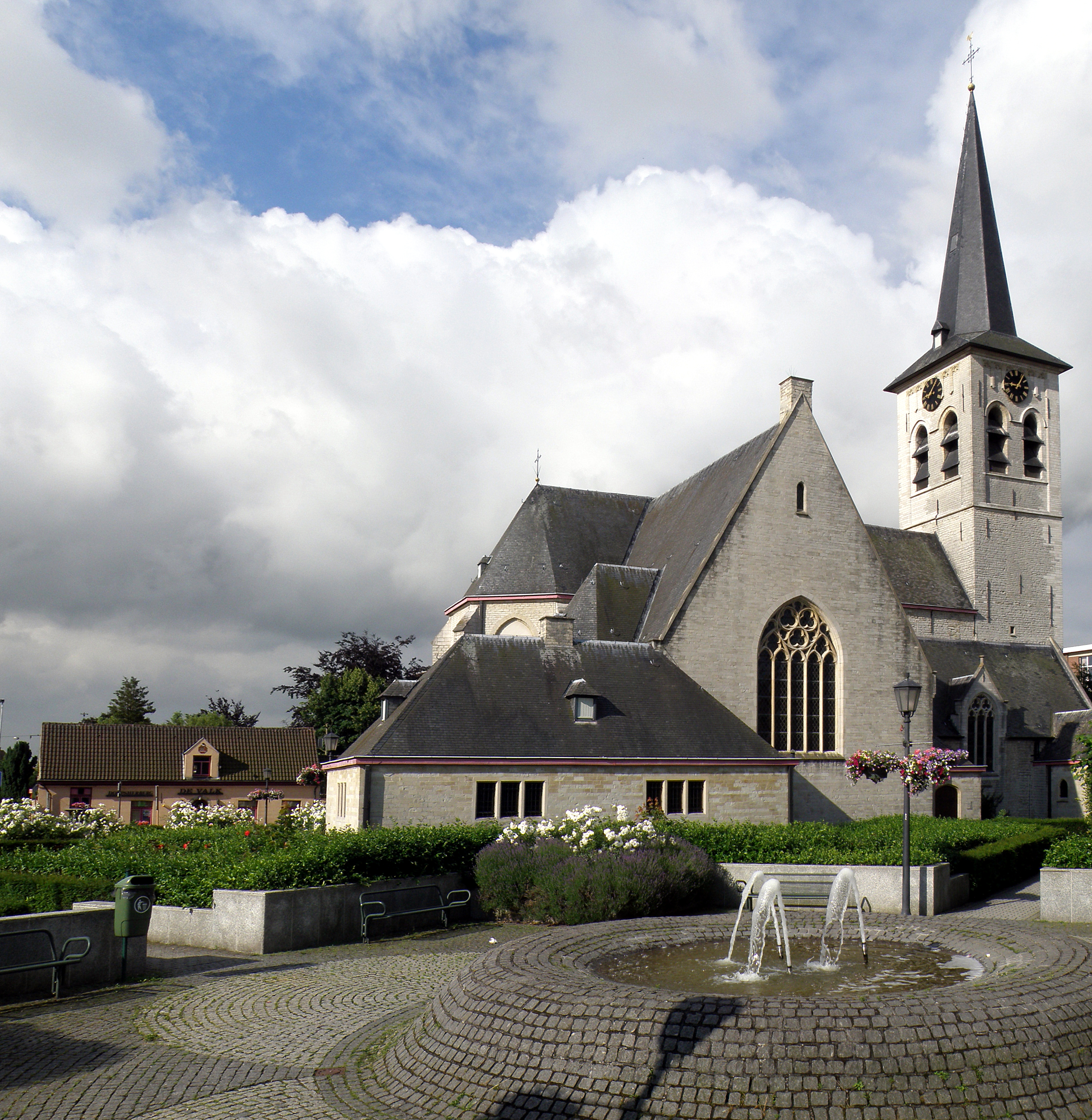
Parroquia de San Jacob de Meerdere.

 En la actualidad es una pequeña ciudad en gran parte urbanizada, la mitad norte de la ciudad forma parte de la gran área metropolitana de Amberes, mientras que la parte sur se mantuvo rural, con varias granjas.

## Demografía

### Evolución
Todos los datos históricos relativos al actual municipio, el siguiente gráfico refleja su evolución demográfica.
| Gráfica de evolución demográfica de Borsbeek entre 1846 y 2020 |
|                                                                |